# ثقب كريستينا
ثقب كريستينا ويعرف ايضاً باسم ثقب زهرة هو ثقب قي الأعضاء التناسلية للأنثى يتم في منطقة شفران كبيران أسفل جبل العانة. هذا النوع من الثقوب غير ممكن لجميع السيدات بسبب الاختلاف التشريحي.